# 「反對修訂引渡條例」遊行
2019年3月31日香港反對逃犯條例修訂草案遊行，是民間人權陣線在2019年3月31日舉行的第一次反對逃犯條例修訂草案公眾遊行，亦為反對逃犯條例修訂草案運動各場公眾行動中的第一場公眾行動。由灣仔盧押道去金鐘公民廣場。這次遊行主辦單位宣稱有1.2萬人參加，警方表示高峰期有5,200人。是次遊行亦象征著反對逃犯條例修訂草案運動的開始。